# Malaga
|  | Aquest article tracta sobre la localitat californiana. Si cerqueu la pel·lícula, vegeu «Foc sobre Àfrica». |

Malaga (abans, Tokay) és un lloc designat pel cens al comtat de Fresno, Califòrnia. És a 6 milles (9,7 km) al sud-sud-est de la ciutat de Fresno, en una elevació de 295 peus (90 m). En el cens de 2010, Malaga tenia 947. L'oficina de correus, originalment anomenada Tokay, va obrir les portes el 1886 i va passar a dir-se Malaga més tard aquest any. L'oficina va tancar el 1964 i reobrí el 1965. La ciutat rebé el nom pel raïm de Màlaga.